# 锡内乌
锡内乌（西班牙語：Sinéu）是西班牙巴利阿里群岛的一个市镇。总面积48平方公里，总人口2736人（2001年），人口密度57人/平方公里。